# 布雷肯多夫
布雷肯多夫（德語：Brekendorf）是德国石勒苏益格－荷尔斯泰因州的一个市镇。总面积20.47平方公里，总人口996人，其中男性520人，女性476人（2011年12月31日），人口密度49人/平方公里。